# Montereau-sur-le-Jard
Montereau-sur-le-Jard és un municipi francès, situat al departament de Sena i Marne i a la regió d'Illa de França. L'any 2007 tenia 583 habitants.
Forma part del cantó de Melun, del districte de Melun i de la Comunitat d'aglomeració Melun Val de Seine.

## Demografia

### Població
El 2007 la població de fet de Montereau-sur-le-Jard era de 583 persones. Hi havia 192 famílies, de les quals 28 eren unipersonals (20 homes vivint sols i 8 dones vivint soles), 56 parelles sense fills, 104 parelles amb fills i 4 famílies monoparentals amb fills.
La població ha evolucionat segons el següent gràfic:
Habitants censats

### Habitatges
El 2007 hi havia 198 habitatges, 192 eren l'habitatge principal de la família, 1 era una segona residència i 5 estaven desocupats. 171 eren cases i 19 eren apartaments. Dels 192 habitatges principals, 139 estaven ocupats pels seus propietaris, 45 estaven llogats i ocupats pels llogaters i 8 estaven cedits a títol gratuït; 5 tenien una cambra, 12 en tenien dues, 19 en tenien tres, 40 en tenien quatre i 117 en tenien cinc o més. 176 habitatges disposaven pel capbaix d'una plaça de pàrquing. A 63 habitatges hi havia un automòbil i a 122 n'hi havia dos o més.

### Piràmide de població
La piràmide de població per edats i sexe el 2009 era:
| Homes | Edats   | Dones |
| ----- | ------- | ----- |
| 0     | 95 o +  | 0     |
| 4     | 90 a 94 | 0     |
| 0     | 85 a 89 | 8     |
| 0     | 80 a 84 | 4     |
| 4     | 75 a 79 | 8     |
| 0     | 70 a 74 | 0     |
| 4     | 65 a 69 | 0     |
| 4     | 60 a 64 | 0     |
| 28    | 55 a 59 | 8     |
| 12    | 50 a 54 | 12    |
| 12    | 45 a 49 | 8     |
| 32    | 40 a 44 | 36    |
| 40    | 35 a 39 | 16    |
| 32    | 30 a 34 | 56    |
| 16    | 25 a 29 | 36    |
| 4     | 20 a 24 | 8     |
| 24    | 15 a 19 | 16    |
| 36    | 10 a 14 | 12    |
| 28    | 5 a 9   | 28    |
| 32    | 0 a 4   | 16    |

## Economia
El 2007 la població en edat de treballar era de 395 persones, 323 eren actives i 72 eren inactives. De les 323 persones actives 303 estaven ocupades (156 homes i 147 dones) i 20 estaven aturades (12 homes i 8 dones). De les 72 persones inactives 20 estaven jubilades, 36 estaven estudiant i 16 estaven classificades com a «altres inactius».

### Ingressos
El 2009 a Montereau-sur-le-Jard hi havia 187 unitats fiscals que integraven 541 persones, la mediana anual d'ingressos fiscals per persona era de 23.390 €.

### Activitats econòmiques
Dels 32 establiments que hi havia el 2007, 1 era d'una empresa de fabricació de material elèctric, 4 d'empreses de fabricació d'altres productes industrials, 8 d'empreses de construcció, 10 d'empreses de comerç i reparació d'automòbils, 3 d'empreses de transport, 2 d'empreses d'informació i comunicació, 3 d'empreses de serveis i 1 d'una empresa classificada com a «altres activitats de serveis».
Dels 6 establiments de servei als particulars que hi havia el 2009, 3 eren paletes, 1 lampisteria i 2 electricistes.
L'únic establiment comercial que hi havia el 2009 era una gran superfície de material de bricolatge.
L'any 2000 a Montereau-sur-le-Jard hi havia 6 explotacions agrícoles.

## Equipaments sanitaris i escolars
El 2009 hi havia una escola elemental integrada dins d'un grup escolar amb les comunes properes formant una escola dispersa.

## Poblacions més properes
El següent diagrama mostra les poblacions més properes.